# Museo de la Iglesia de Oviedo
El Museo de la Iglesia de Oviedo es un museo de la ciudad de Oviedo, Principado de Asturias, España, situado en el claustro alto de la catedral de dicha ciudad.
El museo fue creado por el arzobispo de Oviedo Gabino Díaz Merchán en 1985 inaugurándose el 25 de junio de 1990.
Está situado en el piso alto del claustro de la Catedral de Oviedo. Este piso es de estilo barroco, construido sobre el piso bajo de estilo gótico en el siglo XVIII, obra de Francisco de la Riva Ladrón de Guevara. 
Se accede al museo por la puerta lateral de la Catedral llamada De la Perdonanza situada en el Tránsito de Santa Bárbara hasta el vestíbulo del museo situado en unas salas de origen prerrománico. 
Las piezas del museo provienen de la propia catedral y de un centenar de parroquias de Asturias. 
La visita al museo incluye la Cámara Santa de la Catedral donde se guardan las joyas más preciadas de la catedral: las cruces de la Victoria y de los Ángeles, símbolos de Asturias y de la ciudad de Oviedo respectivamente, la Caja de las Ágatas y el Arca Santa que contiene un gran número de reliquias entre las que se encuentra el Santo Sudario.